# 李明國

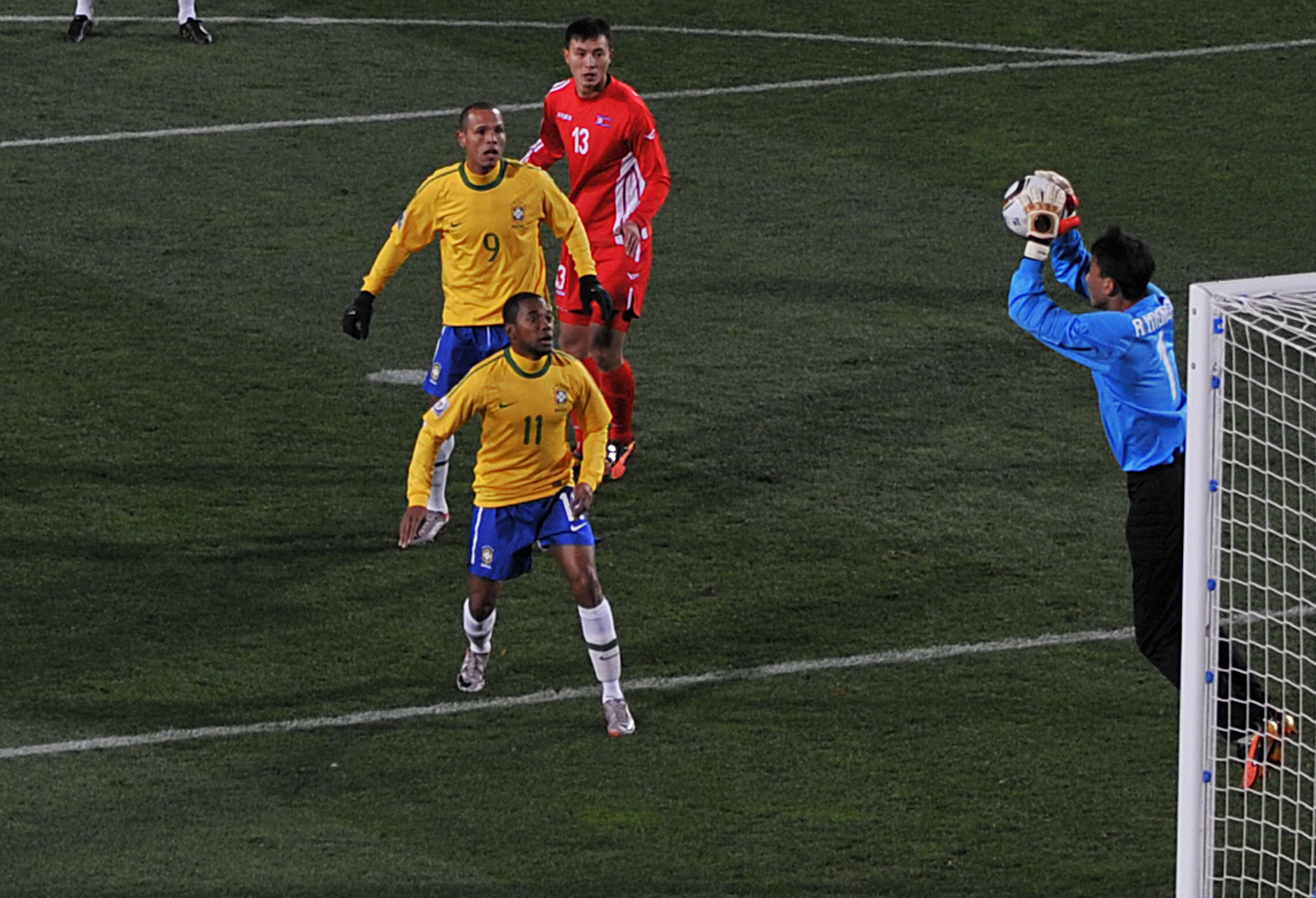
2010年南非世界杯 巴西VS朝鲜 李明国扑球

李明國（朝鲜文: 리명국；英文: Ri, Myong-Guk；1986年9月9日—），朝鮮足球运动员，他是一名门将，入选过朝鮮國家奧運足球隊和朝鲜国家足球队。現在效力於朝鮮足球聯賽球會平壤體育團。

## 經歷
李明国从小开始在平川区青少年体校学足球。13岁时有一天，原是前锋的他替守门员登上了赛场，引起注意，由此改当守门员。
李明国从2006年开始进入平壤體育團效力至今，是球队的主力门将。2007年，21岁的李明国就入选了朝鲜国家奧運足球队，參加2008年夏季奧林匹克運動會足球預選賽，但最終沒能成功出線。同年，還入選了朝鲜国家足球队，並在對新加坡國家足球隊的友誼賽中首次上陣，其比賽最後以1比2落敗。
2008年，李明国參與了東亞足球錦標賽，成为主力门将，而朝鮮國家足球隊在該屆以兩平一負獲得殿軍，但他在該屆赛事的表現，獲得該賽事最佳门将榮譽。
2009年的南非世界杯预选赛中，李明国在朝鲜队全部16场比赛中出场15次，帮助朝鲜国家足球队在43年后再次挺进世界杯，朝鲜在全部16场比赛中只失7球，除了出色的防守能力起了决定性作用，李明国更是朝鲜出线的第一功臣，李明国的能力由此可见一斑，及後參與了2010年南非世界盃賽事，均以正選上陣，而朝鮮在該屆小組賽全負沒能晉級 。
2011年，李明国參與的亞洲盃賽事，而朝鮮在小組賽一平兩負沒能晉級，同年參與了2014年巴西世界盃的預選賽，但沒能出線。2012年，參與了亞足聯挑戰盃，在5场比赛中只失1球，協助朝鮮奪得冠軍取得2015年亞洲盃足球賽決賽週資格，後來更擔任隊長參加2013年東亞盃資格賽（第二輪），但得失球差負給澳大利亞國家足球隊，不能成功獲得東亞盃第二輪資格賽冠軍而取得決賽席位。
2014年，李明国以超齡身分入选了朝鲜国家奧運足球队，參與的亚洲运动会賽事，而朝鮮國家奧運足球隊在該屆首次進入四強，在金牌戰加時賽被韓國國家奧運足球隊絕殺，獲得銀牌。同年，參與了2015年東亞盃資格賽（第二輪），在3場比賽中，只在對香港足球代表隊中上陣，但仍協助朝鮮奪得第二輪資格賽冠軍並取得決賽席位。
2015年，李明国參與的亞洲盃賽事，成为朝鲜国家队主力门将，而朝鮮在小組賽全負沒能晉級，及後參與了2015年東亞盃賽事並協助朝鮮奪得季軍，同時再一次獲得該賽事最佳门将榮譽，同年參與了2018年俄羅斯世界盃的預選賽，但仍沒能出線 。2016年，又再次擔任隊長參與了2017年東亞足球錦標賽外圍賽第二圈，協助朝鮮奪得第二圈資格賽冠軍並取得決賽席位。

## 家庭
他们一家被称为“足球家庭”。当时，他的父亲是朝鲜人民军2·8体育队守门员，还有伯父、哥哥、姐姐和侄子也都踢足球。

## 2010年世界杯成绩
| # | 日期          | 比賽地點         | 比賽隊手 | 比賽分數 | 比賽結果 | 赛事       |
| - | ------------- | ---------------- | -------- | -------- | -------- | ---------- |
|   | 2010年6月15日 | 南非约翰内斯堡   | 巴西     | 1–2      | 負       | 南非世界杯 |
|   | 2010年6月21日 | 南非開普敦       | 葡萄牙   | 0–7      | 負       | 南非世界杯 |
|   | 2010年6月25日 | 南非尼爾斯普魯特 |          | 0–3      | 負       | 南非世界杯 |

## 榮譽

### 國家隊
朝鮮
- 亞足聯挑戰盃冠軍：2012年；
- 東亞足球錦標賽外圍賽第二圈冠軍（2）：2014年、2016年；

### 球會
平壤市體育團
- 朝鮮足球甲組聯賽冠軍（2）：2008年、2009年；

### 個人
- 東亞盃最佳門將（2）：2008年、2015年；
- 朝鲜最佳男子足球运动员（3）：2014年、2015年[1]、2016年[2]；

## 連接
- 李明國在National-Football-Teams.com的資料

| 體育角色      | 體育角色                      | 體育角色      |
| ------------- | ----------------------------- | ------------- |
| 前任： 李光川 | 朝鮮國家足球隊隊長 2012－2013 | 繼任： 張成赫 |
| 前任： 朴成哲 | 朝鮮國家足球隊隊長 2015－2018 | 繼任： 鄭日冠 |